# Wang Yunjie
Wang Yunjie (født 29. august 1911 i Longkou, Yantai, Kina, død 4. juni 1996) var en kinesisk komponist og pianist.
Yunjie studerede klaver og komposition på Shanghai Xinhua Skolen for Kunst og Musikkonservatoriet i Shanghai. Han har skrevet 2 symfonier, orkesterværker, kammermusik og filmmusik, sidstnævnte som han nok er mest kendt for. Yunjie har skrevet musik til 40 film i Kina, og han arbejdede en lang periode fast for Shanghai Film Studios som komponist. Hans 2 symfoni er et betydningsfuldt værk i Kina.

## Udvalgte værker
- Symfoni nr. 1 (1956) - for orkester
- Symfoni nr. 2 "Modstandskrigen mod Japan" (1960) - for orkester
- "Lin Zexu" (19?) - filmmusik
- "En troldmands eventyr" (19?) - filmmusik